# أليكسا (مغنية)
ألكسندرا كريستين شنايدرمان (مواليد 9 ديسمبر 1996) وتعرف بام أليكسا هي مغنية وممثلة أمريكية، مثلت ولاية أوكلاهوما في مسابقة الأغنية الأمريكية لعام 2022 وحصلت على المركز الأول ب710 نقطة.

## روابط خارجية
- أليكسا (مغنية) على موقع ميوزك برينز (الإنجليزية)
- أليكسا (مغنية) على موقع ديسكوغز (الإنجليزية)